# ادریس‌آباد (آباده)
الگو:جعبه اطلاعات محله ایران
ادریس‌آباد محله‌ای در شهر آباده در شمال استان فارس است که در مختصات ۳۱٬۱۴۸۹ شمالی و ۵۲٬۶۳۵۹ شرقی واقع شده‌است. عموم ساکنین این منطقه از عشایر غیور ترک قشقایی می باشند و زبان ترکی در این محله رایج و مورد استفاده قرار می‌گیرد .
به جز یک خانواده زرتشتی و یک پیرزن بهایی ، همه ساکنان این محله مسلمان و شیعه دوازده امامی هستند .
ادریس آباد در حاشیه شهر آباده و در جوار پارک شهر قرار دارد. ادریس آباد دارای پارک تفریحی ، نانوایی ، سوپرمارکت ، آژانس مسافربری ، خط تاکسی  بوده و مهدگاه دانش پژوهان، مهندسان و بزرگان زیادی بوده است.
تاریخچه ادریس آباد
ادریس آباد یا در گویش محلی ( ارسباد ) عربی شده واژه آذرپاد  می باشد که به مرور زمان دستخوش تغییر شد .
ادریس آباد دارای قلعه کهنه می‌باشد که یکی از قدیمی ترین سکونتگاه های گبر ها  ( زرتشتیان ) در ایران می باشد که در زمان صفویان پس از اعلام تغییر دین اجباری ، گبر ها خانه های خود را رها ساخته ، آتش مقدس را برداشته و اکثراً راهی هندوستان شدند که هم اکنون بخشی از جامعه پارسیان هند را تشکیل می دهند .امروزه بخش های ویران شده ای از این قلعه و بقایای یک آتشکده کهنه نیز در آن قابل مشاهده است که به دلیل توسعه ساخت و ساز و سیلاب در حال نابودی و ویرانی است .
البته گروه بزرگی از بهاییان نیز تا قبل از انقلاب در این محله زندگی می کردند که پس از انقلاب ۱۳۵۷ زمین های آنها مصادره شد و بیشتر آنها یا مسلمان شدند یا به خارج از کشور گریختند .
مهار سیلاب و بلایای طبیعی
در حوالی سال‌های ۷۷-۷۸ به دلیل بارندگی شدید و جاری‌شدن سیل، با همت شهرداری وقت، خط سیل‌بند سراسری حول این محله تا محله صادق‌آباد کشیده شد .
ادریس آباد یکی از محله‌های دنج و آرام شهرستان آباده به شمار می‌رود.